# 藤谷為寛
藤谷 為寛（爲寛、ふじたに ためちか、1865年6月8日（慶応元年5月15日）- 1936年（昭和11年）1月12日）は、明治から昭和期の政治家、華族。貴族院子爵議員。幼名・琴麿。

## 経歴
山城国京都で越前権介・藤谷為遂の三男として生まれる。父の死去に伴い、1877年（明治10年）6月1日に家督を継承し、1880年12月、為寛と改名。1884年（明治17年）7月8日、子爵を叙爵した。
1883年（明治16年）殿掌に就任。1909年（明治42年）7月10日、貴族院子爵議員補欠選挙で当選し、研究会に所属して活動し、1932年（昭和7年）7月9日まで4期在任した。

## 親族
- 妻：昭子（あきこ、豊岡健資の二女）[1]
- 二男：為隆（子爵）[1]